# Biserica romano-catolică „Evanghelistul Ioan” din Satu Mare
Biserica romano-catolică „Evanghelistul Ioan” din Satu Mare este un monument istoric aflat pe teritoriul orașului Satu Mare. Figurează în lista monumentelor istorice sub cod LMI SM-II-m-A-05252.01, categoria A.
A fost clădită în anul 1856 de episcopul János Hám. Nava bisericii a fost realizată în stilul clasic. Are un turn mare și două mai mici, care decorate cu elemente în stil neoroman și neogotic. Aici se află relicvariul Sfantului Francisc. A fost renovată în 1988 la exterior și în 1998 la interior.